# Gouka (Benin)
Gouka ist eine Stadt und ein Arrondissement im Departement Collines im westafrikanischen Staat Benin. Es ist eine Verwaltungseinheit, die der Gerichtsbarkeit der Kommune Bantè untersteht.

## Demografie und Verwaltung
Gemäß der Volkszählung 2013 des beninischen Statistikamtes INSAE hatte das Arrondissement 17.673 Einwohner, davon waren 8565 männlich und 9108 weiblich.
Von den 49 Dörfern und Quartieren der Kommune Bantè entfallen elf auf Gouka:
1. Galata
2. Galata-Igberi
3. Gbèdjè
4. Gouka
5. Kafégnigbé
6. Kamala-Idjou
7. Mamatchoké
8. Mayamon
9. Montèwo-Atakè-Agbado
10. Sako
11. Zongo